# Cap Carvoeiro
Le cap Carvoeiro est un cap du Portugal situé à l'extrémité de la péninsule de Peniche, face à l'océan Atlantique, dans la commune de Peniche, sous-région Ouest.
Depuis ce point, il est possible de voir, par temps clair, l'archipel des Berlengas, réserve naturelle terrestre et maritime.
Dans cette localité, se trouve le phare du cap Carvoeiro (Farol do Cabo Carvoeiro). 
Il y a aussi une petite chapelle.